# GAZ M21 Volga
La GAZ-M21 Volga era un'autovettura prodotta da GAZ dal 1956 al 1970. Furono prodotte e vendute quasi 700 000 unità del veicolo. 

## Il contesto

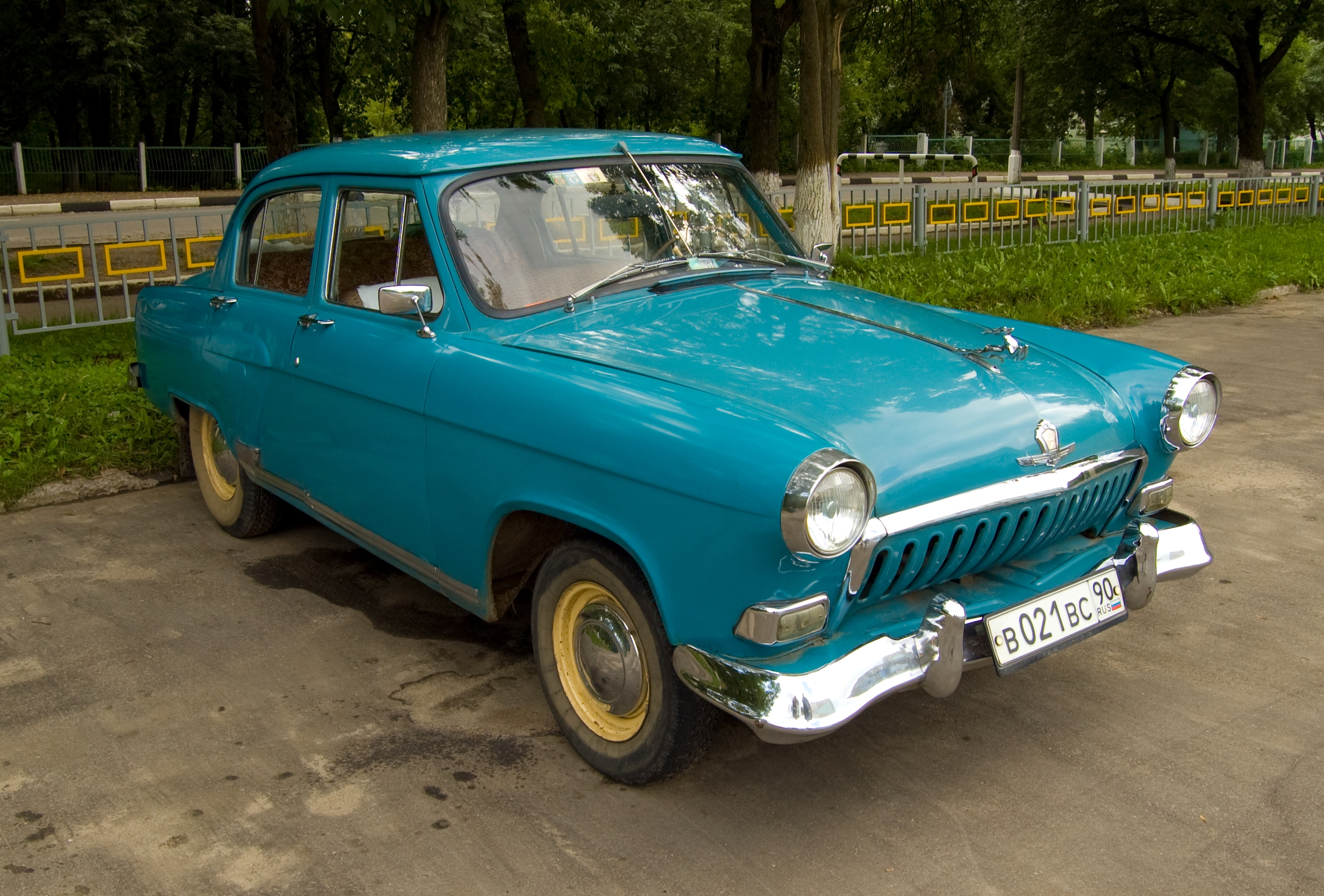
GAZ-M21 seconda serie

La GAZ-21 è stata la prima vettura a portare il nome "Volga". Le Volga sono state costruite con un'elevata altezza da terra (che le conferisce uno specifico aspetto "alto", contrariamente all'aspetto "basso-lungo-elegante" delle auto occidentali con design simile), sospensioni robuste, motore forte e tollerante e protezione dalla ruggine su una scala inaudita. degli anni '50. I progettisti GAZ hanno parzialmente basato il design della Volga sulla Ford Mainline del 1952, sebbene queste auto non abbiano quasi alcuna comunanza meccanica tra loro e anche le dimensioni siano leggermente diverse. I primi prototipi utilizzavano una versione modificata del motore GAZ-M20 Pobeda, sebbene i veicoli di produzione avessero un 4 cilindri da 2,5 litri motore completamente nuovo. La Volga fece il suo debutto pubblico nel 1955, con tre vetture in un viaggio dimostrativo da Mosca alla Crimea, due modelli automatici e una manuale.
La produzione sarebbe iniziata nel 1956 ed era disponibile come berlina a 4 porte o station wagon. Inoltre, c'era anche una versione per il KGB, che utilizzava il motore V8 da 5,5 litri della GAZ-13, che in forme leggermente modificate trovò posto anche nel camion GAZ-53. Come la Pobeda, la Volga ebbe un relativo successo. Sebbene per la maggior parte non sia disponibile per i cittadini comuni, a causa del suo prezzo e del suo status, le sue grandi dimensioni e la sua robustezza lo hanno reso popolare per applicazioni come taxi e ambulanze.
Veniva esportato anche nel blocco orientale e le esportazioni verso i paesi occidentali non potevano che aumentare, con numeri significativi destinati a paesi come Finlandia, Lussemburgo, Belgio, Regno Unito e Grecia.
La GAZ-21 venne prodotta in tre serie successive, ciascuna contraddistinta da alcune differenze estetiche e ammodernamenti.
Una GAZ-21 è stata donata a varie figure importanti, tra cui Yuri Gagarin e Vladimir Putin.
Il veicolo fuoristrada UAZ-469 utilizza un motore GAZ-21A e il minibus RAF-977 utilizzava il motore e la trasmissione GAZ-21.

## Galleria d'immagini

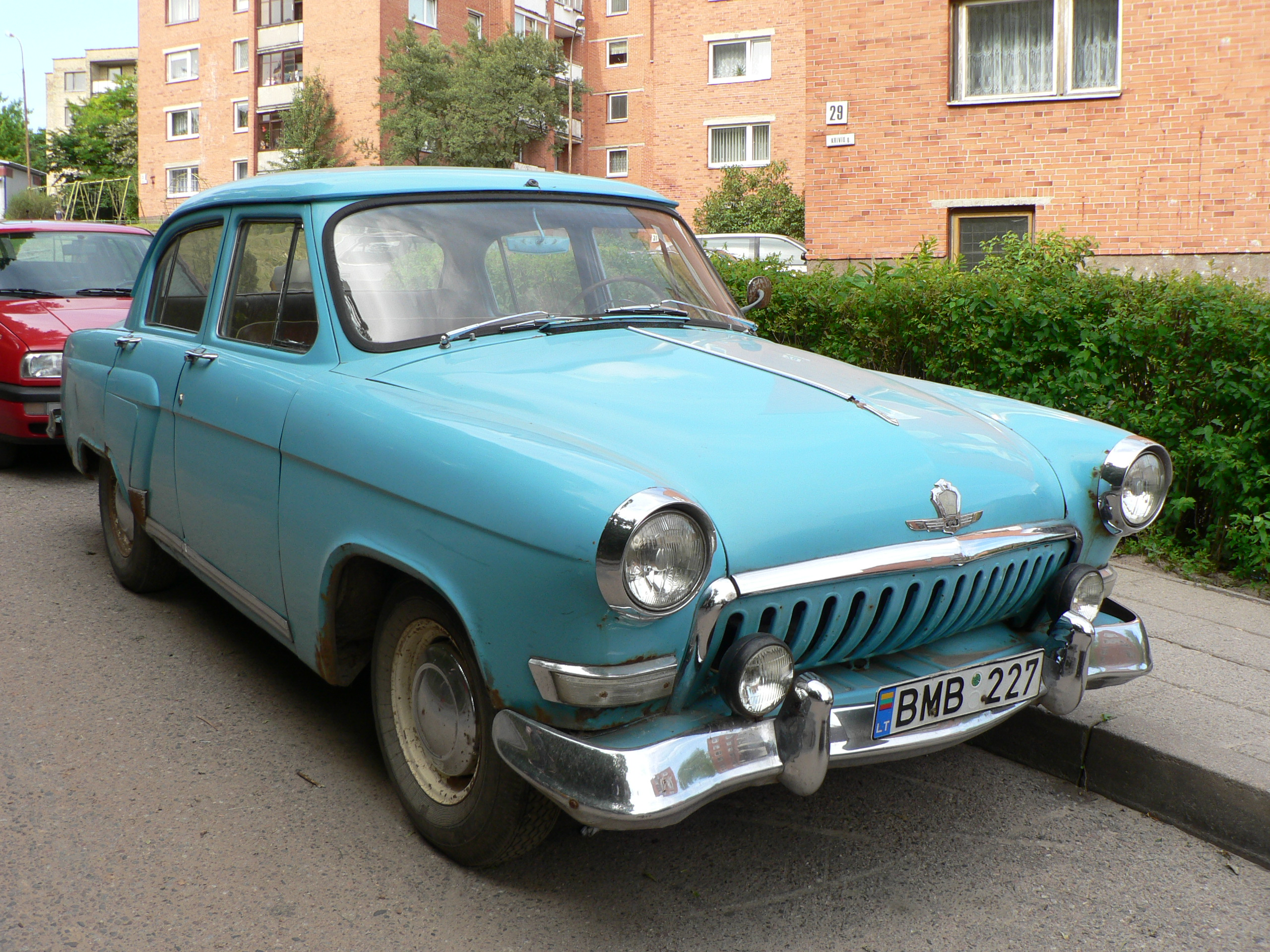
Seconda serie (1959-1962)
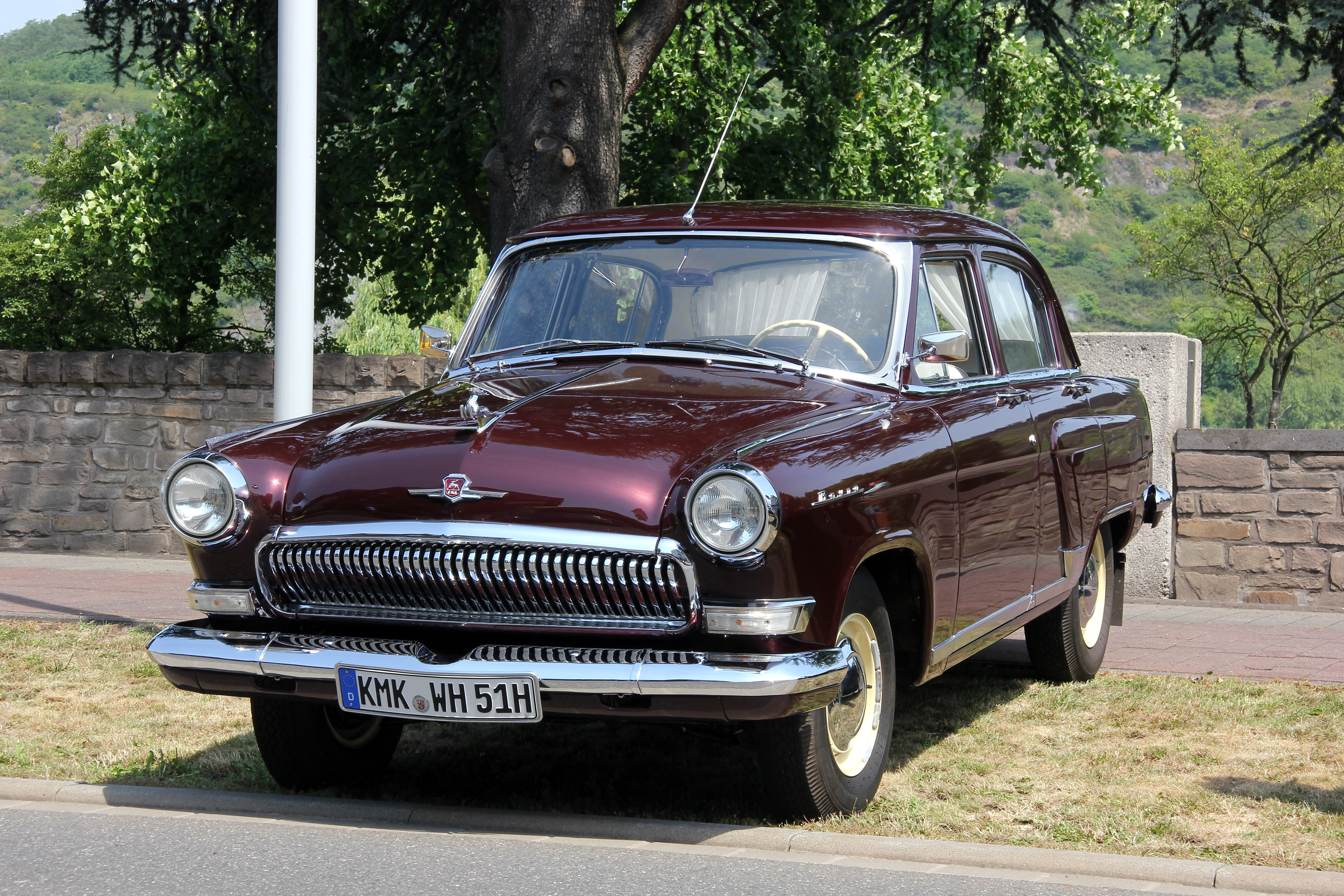
Terza serie (1962-1970)
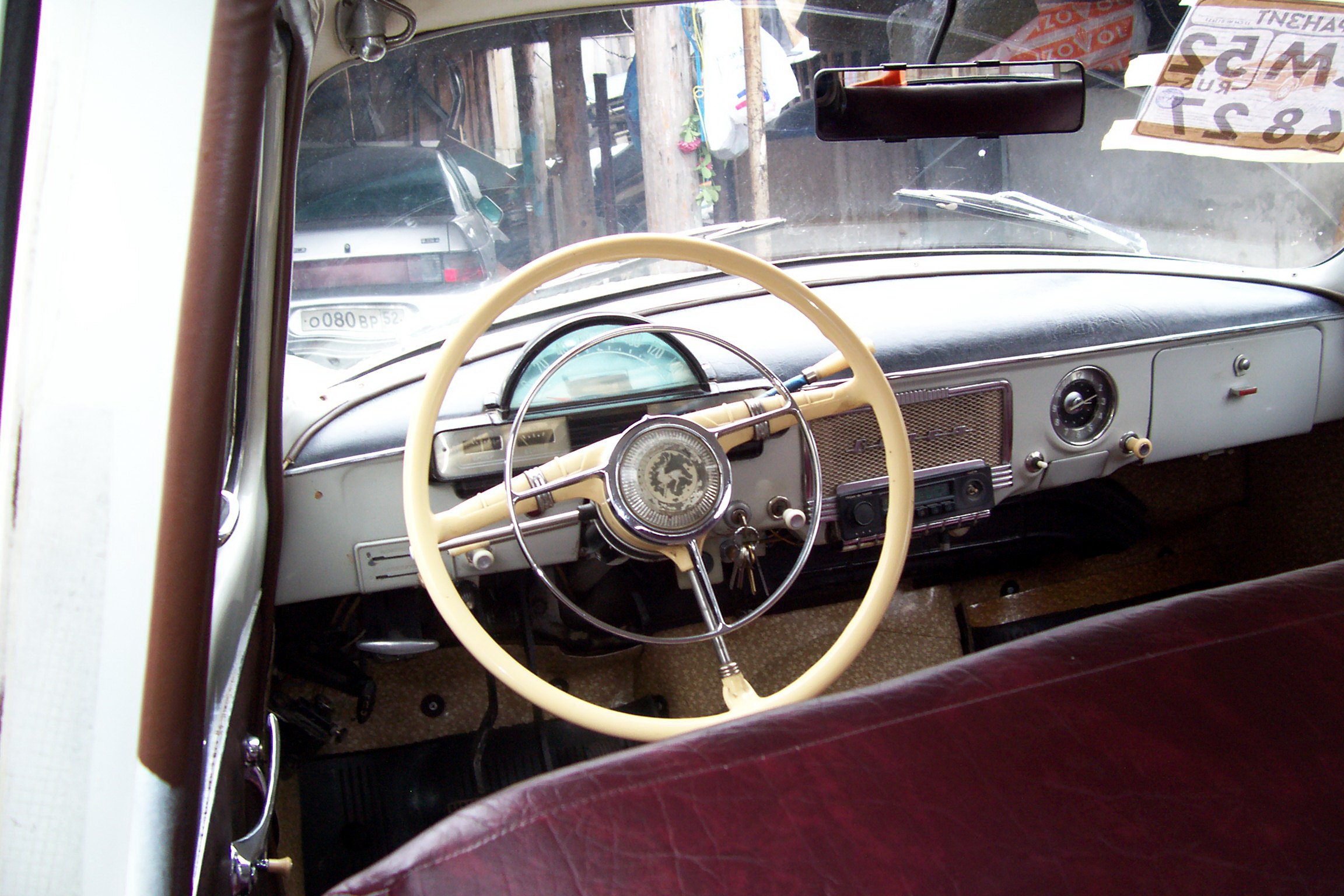
Interno
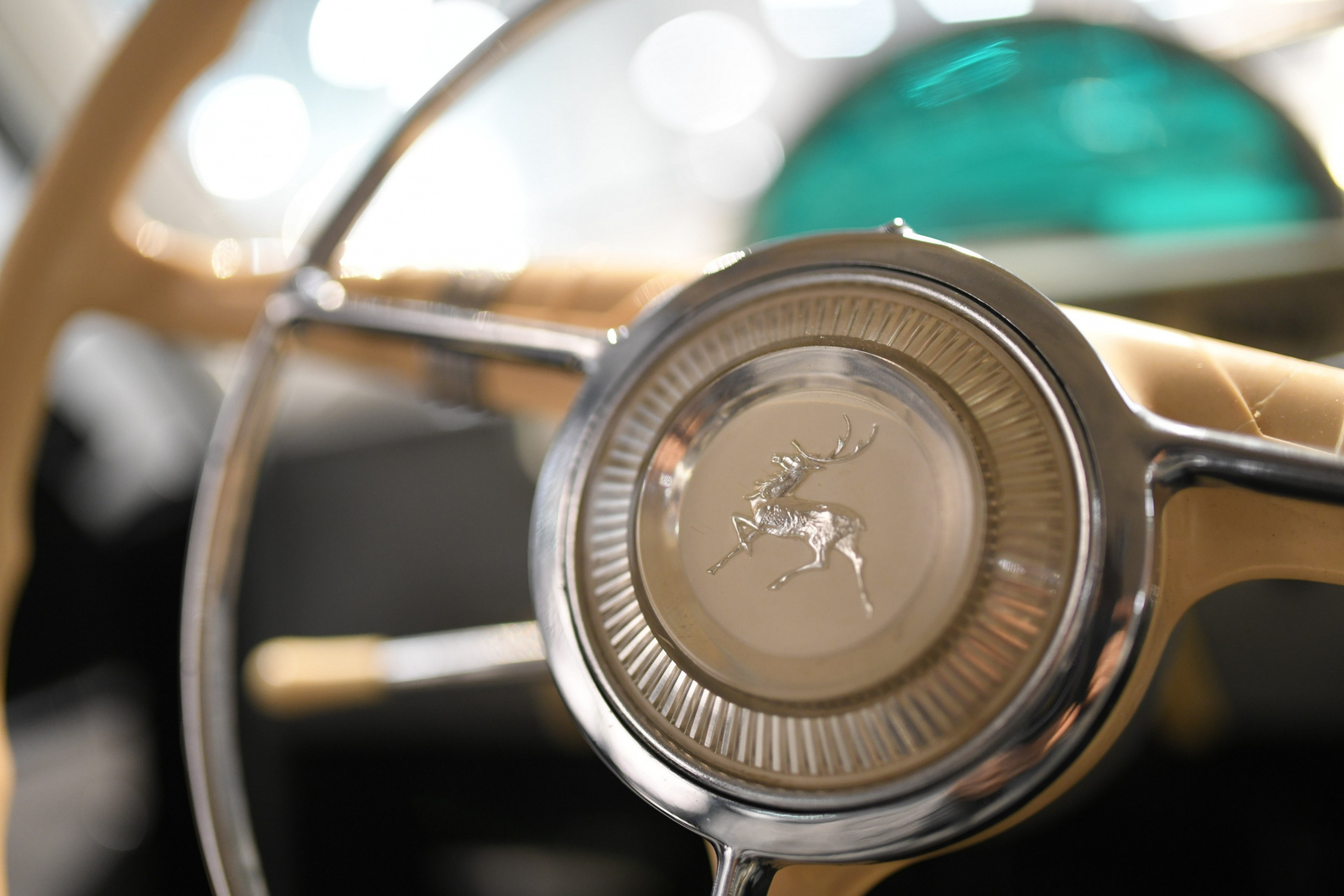
Volante
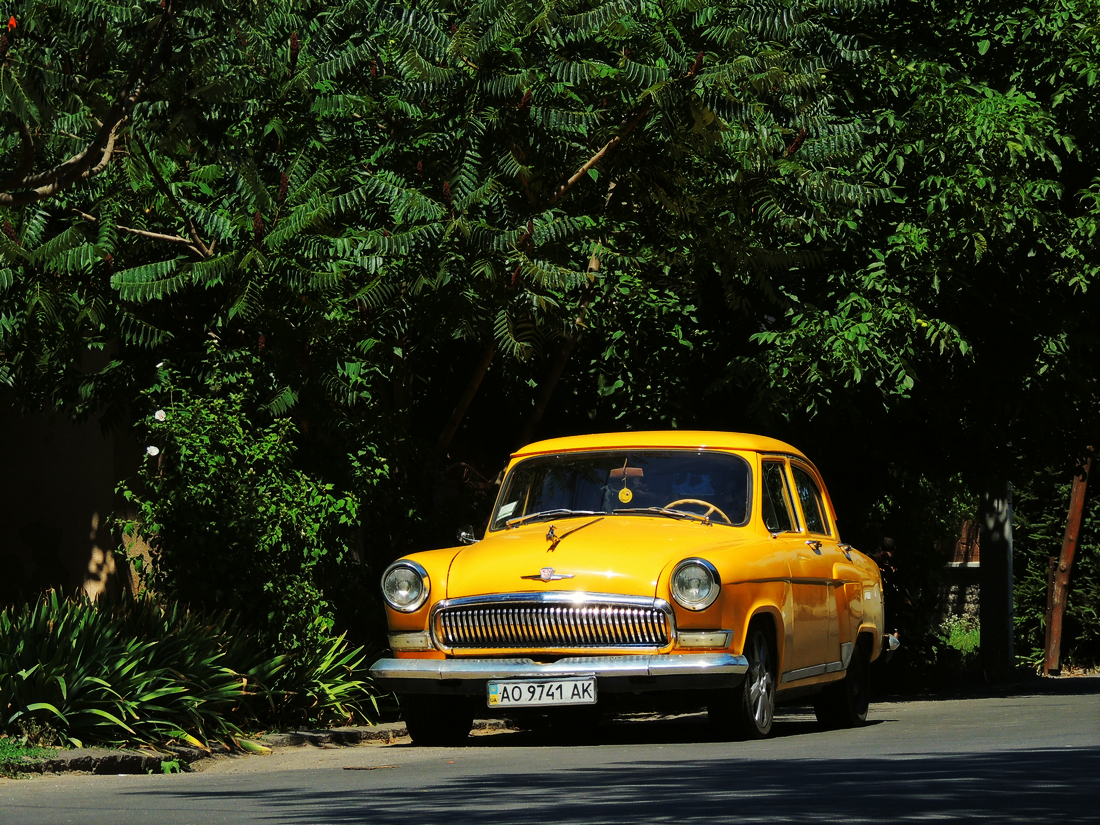
"Volga" terza serie personalizzata, Ucraina
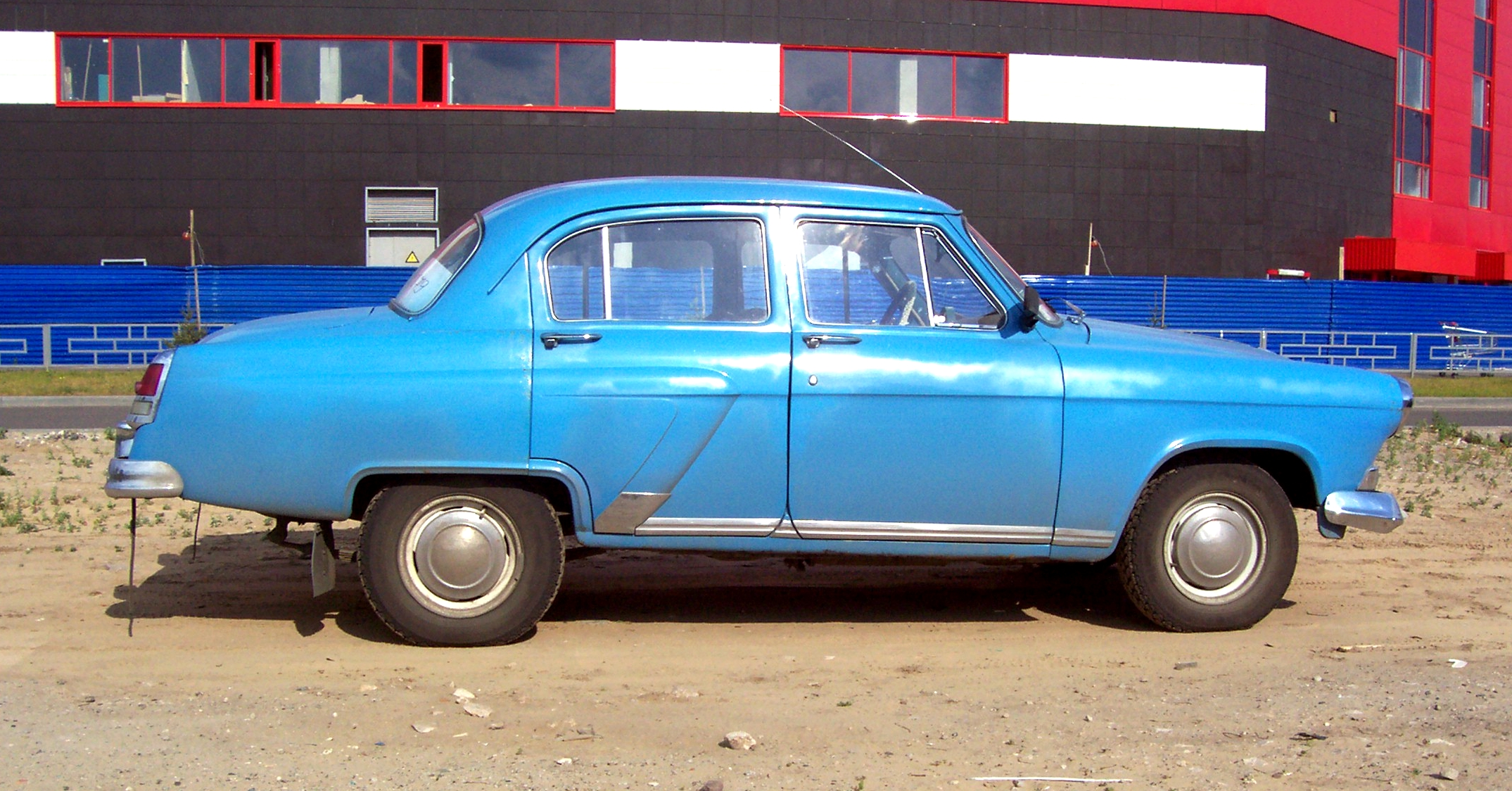
Vista laterale
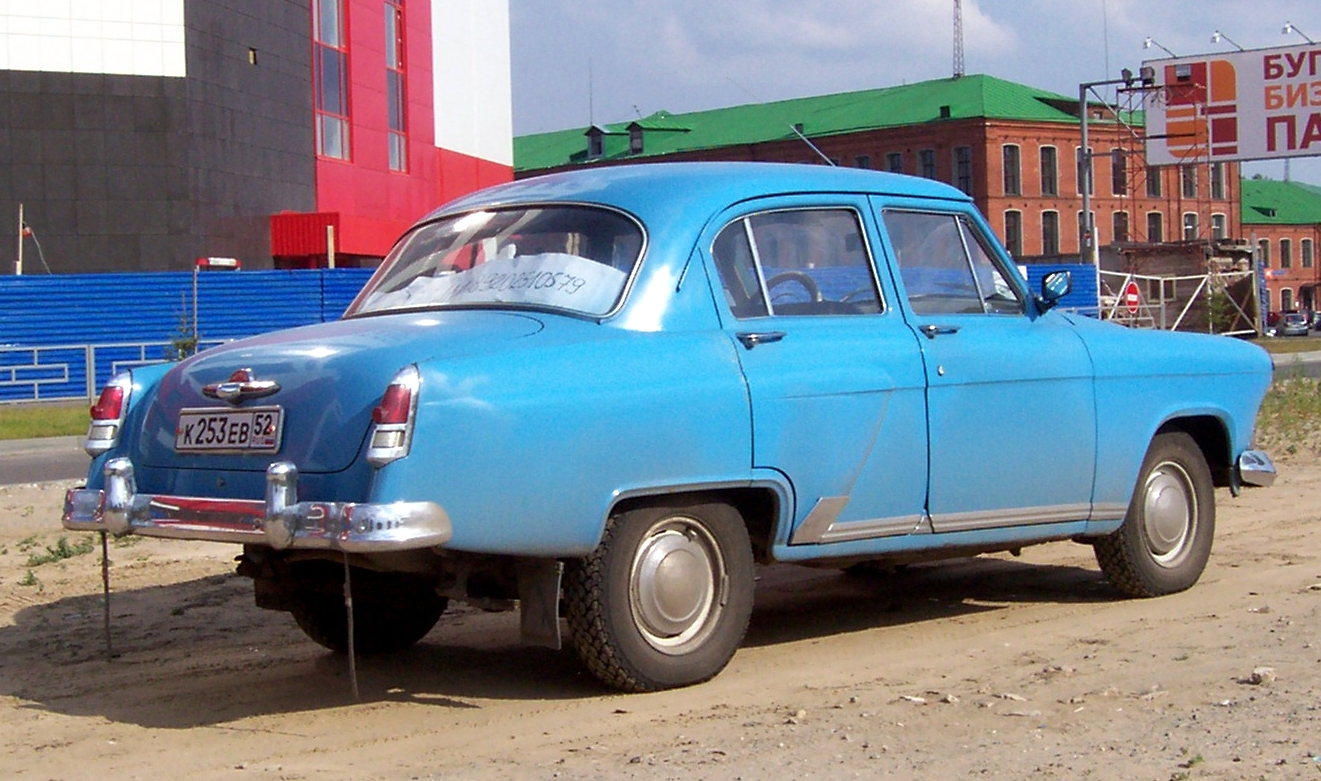
Vista posteriore a 3/4
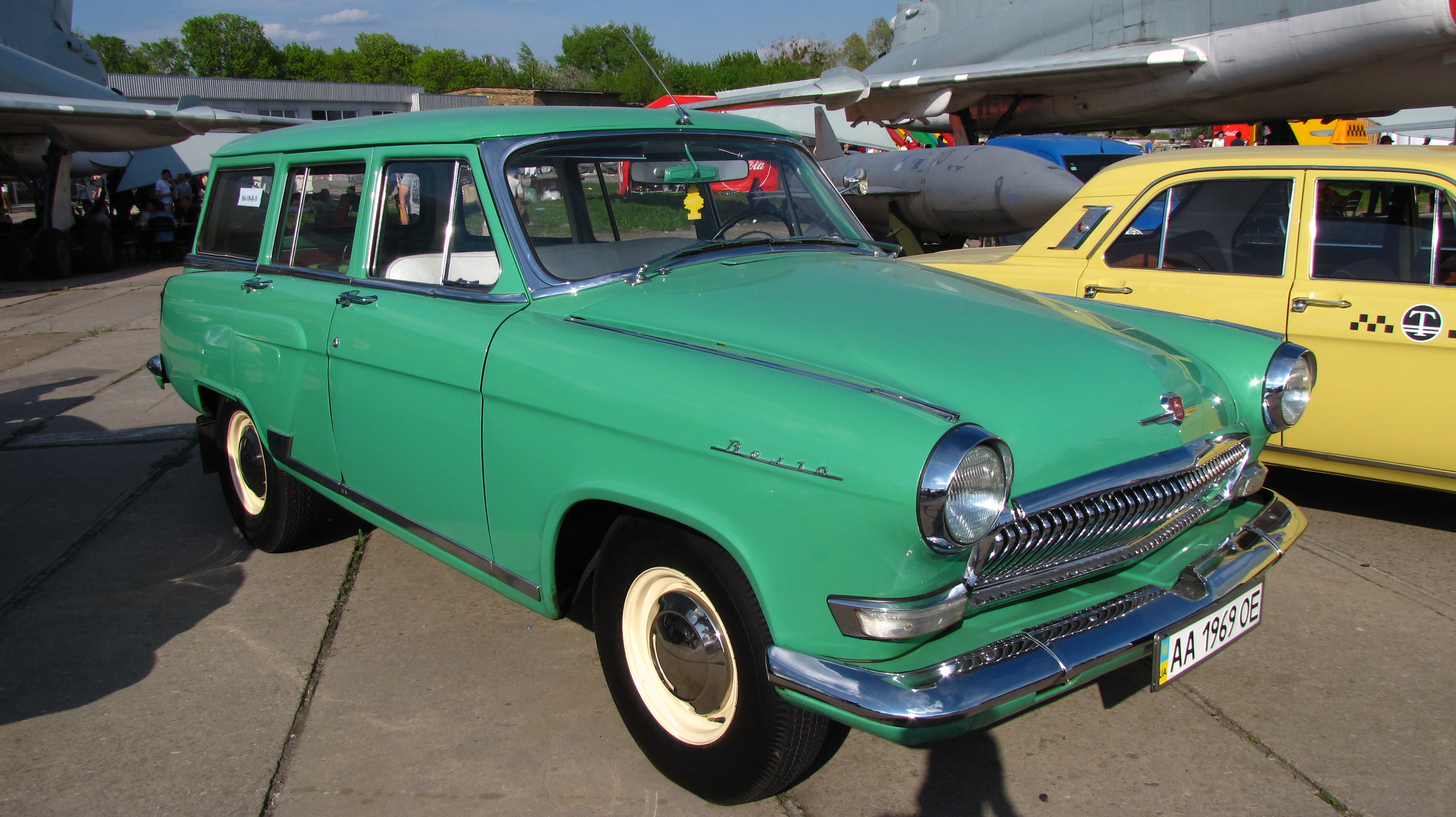
Carro GAZ-22 Kiev, Ucraina
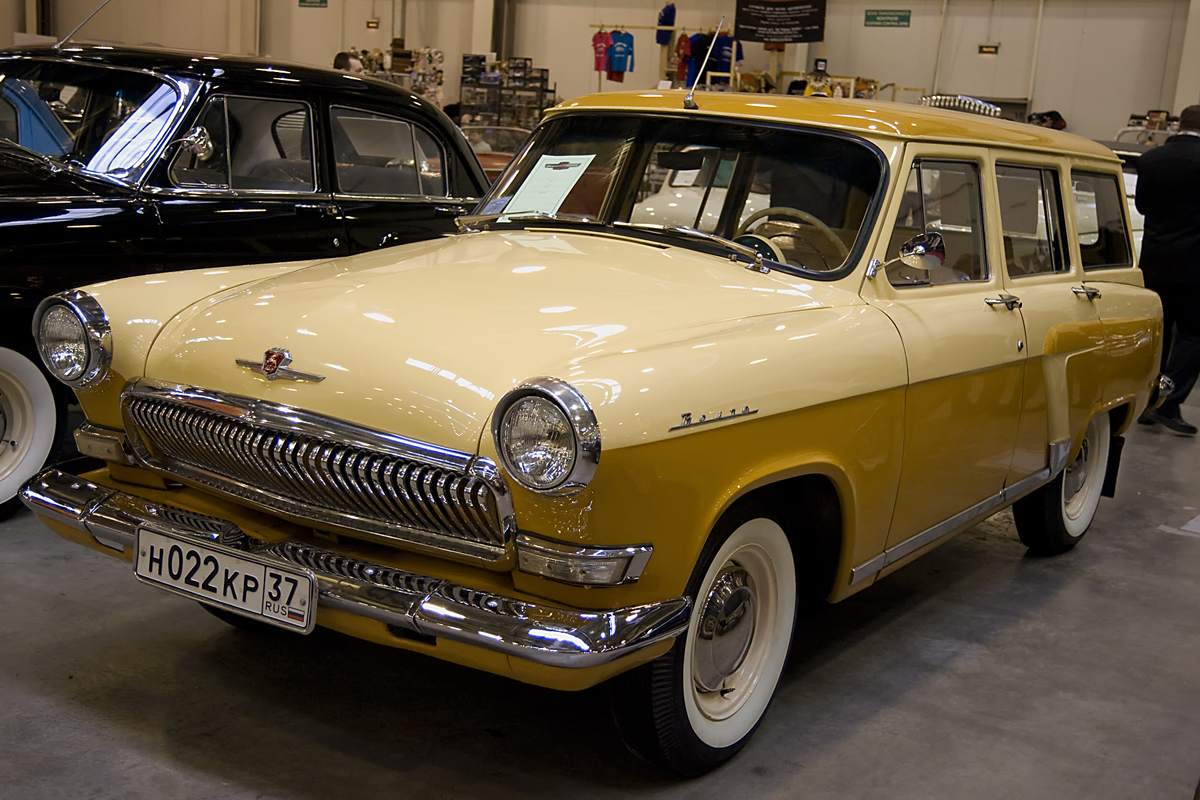
GAZ-22 Volga
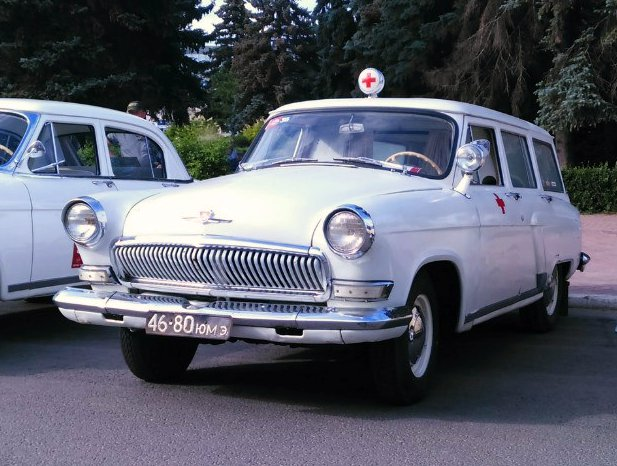
GAZ-22B Volga (ambulanza)
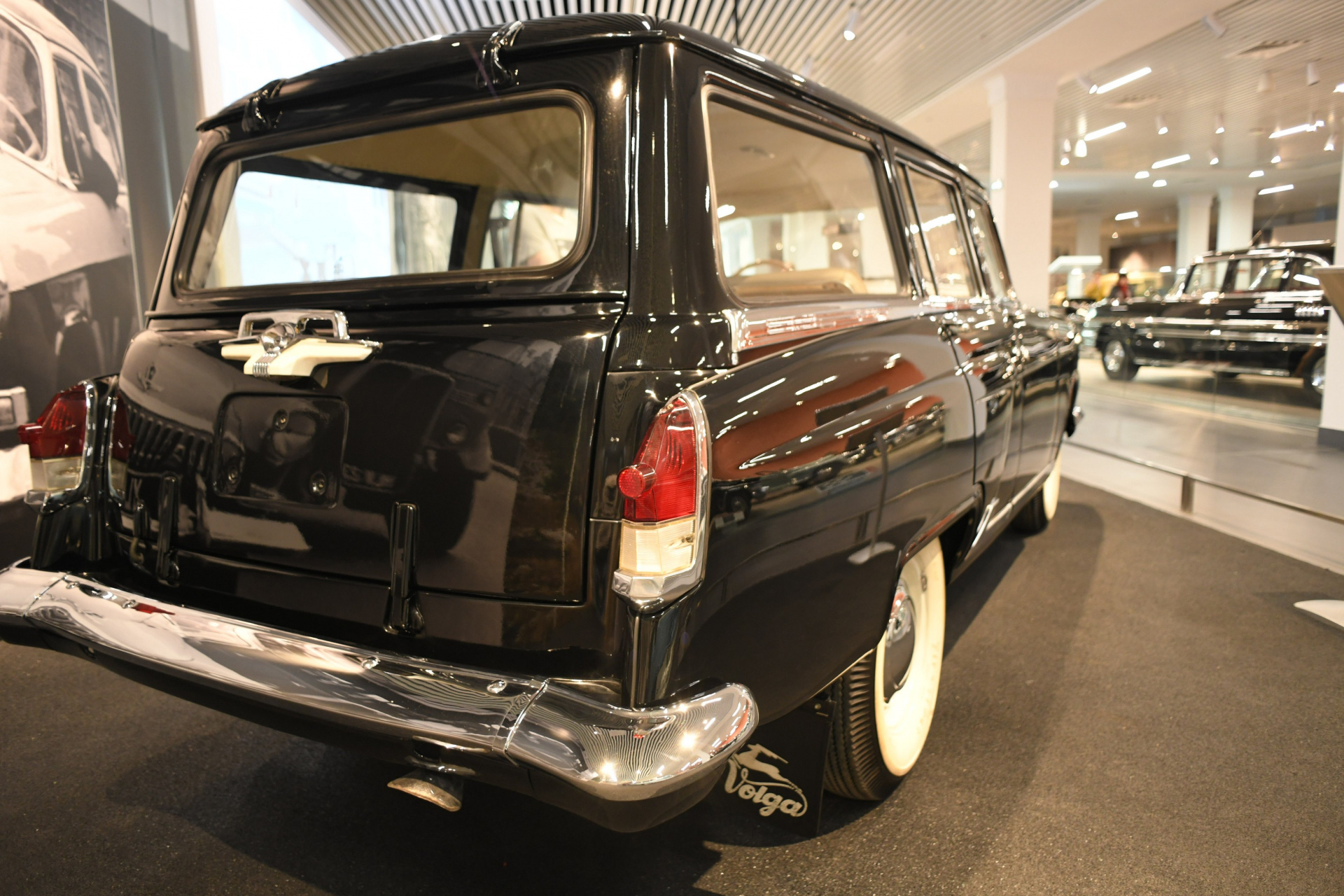
Vista posteriore di 3/4 del GAZ-22 Volga
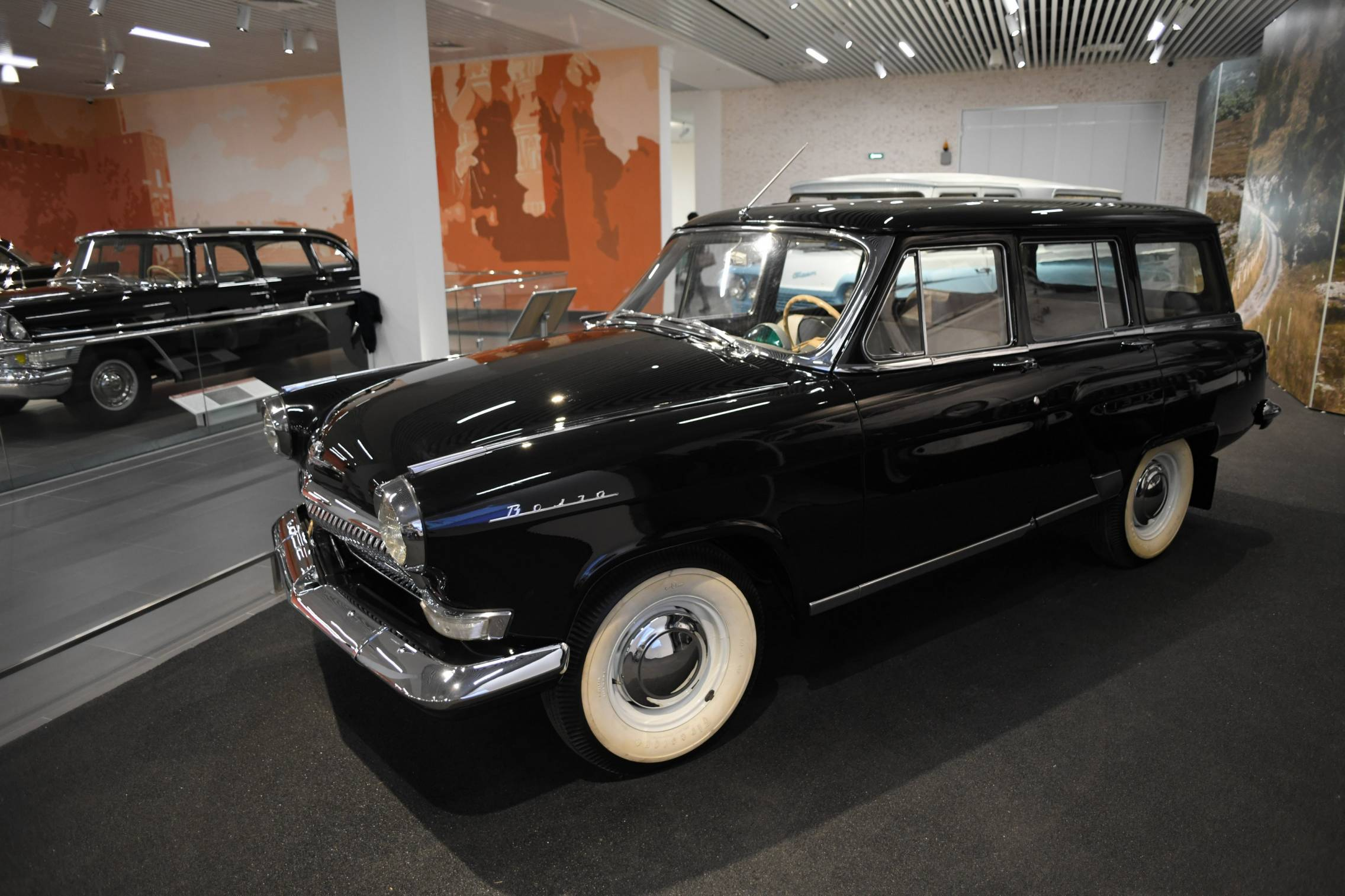
GAZ-22 Volga